# E・V・ルーカス

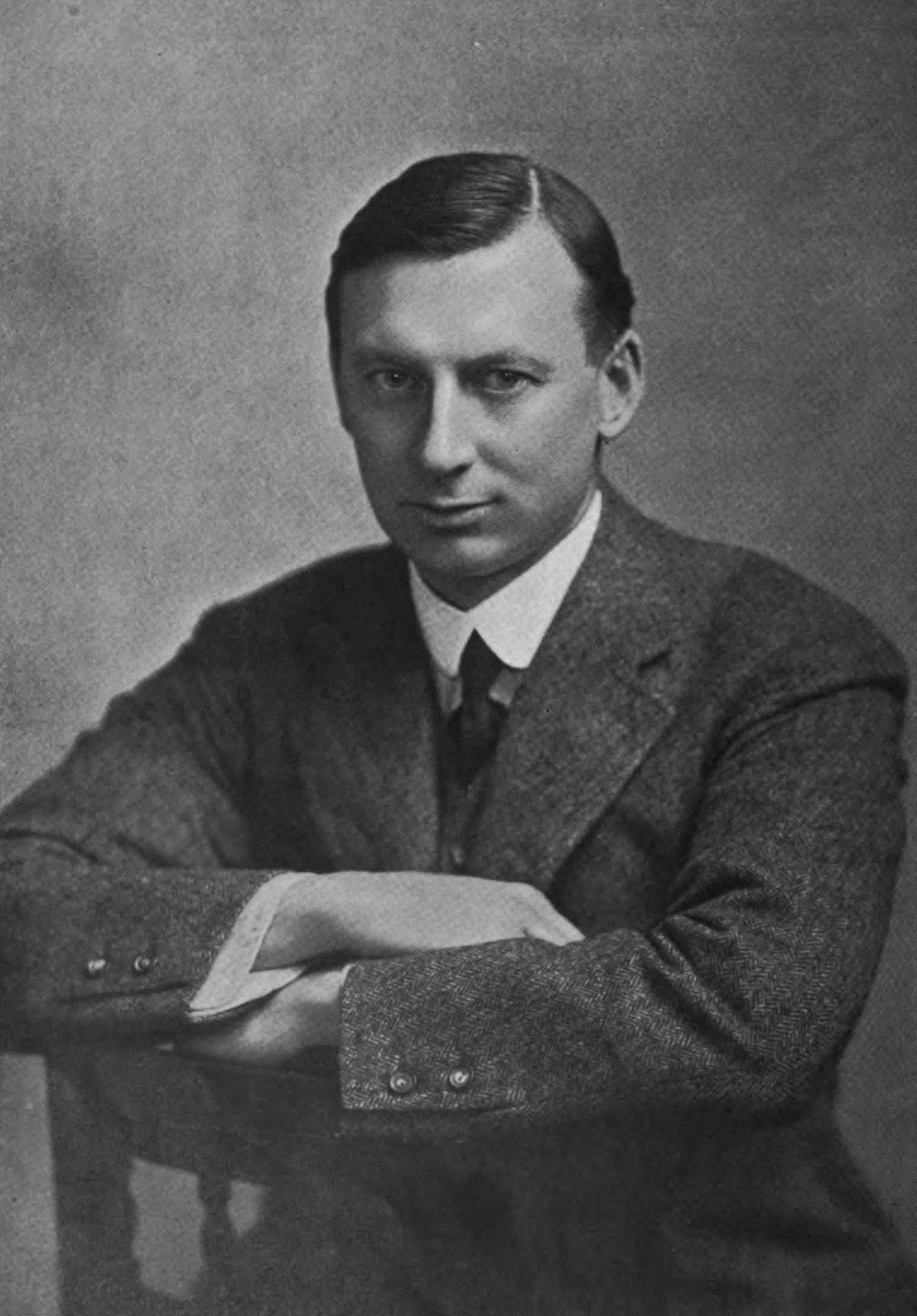
E・V・ルーカス

エドワード・ベロール・ルーカス (Edward Verrall Lucas, 1868年6月11日もしくは12日 - 1938年6月26日) は、イギリスのユーモア作家、エッセイスト、劇作家、伝記作家、出版者、詩人、小説家、短編作家、編集者。
ロンドンの町はずれでクエーカー教徒の家に生まれたルーカスは、16歳の時に本屋の見習いとして働き始めた。その後、ジャーナリズムに移った。ブライトンの地方紙で働き、その後ロンドンの夕刊紙で働いた。クエーカーの詩人であるバーナード・バートンの伝記を書くことを依頼された。これがチャールズ・ラムの作品の編集などのさらなる依頼を呼んだ。
1904年にユーモア雑誌のパンチのスタッフに参加し、死ぬまで務めた。ショートエッセイで称賛されている著名な作家であるが、詩、小説、戯曲も作った。
1908年から1924年まで、作家としての作品とメスエン出版の出版顧問の仕事を一緒にした。1924年にはそこの社長に指名された。
「泊り客の枕もとに、オー・ヘンリー、あるいはサキ、あるいはその両方をおいていなければ、女主人として完璧とはいえない」という言葉を残している。

## 経歴

### 幼年
アルフレッド・ルーカスとその妻ジェーン（旧姓ドルーネット）の4人の息子、3人の娘の次男としてケント州エルサムで生まれた。クエーカー教徒の家族であったため、サフロン・ウォルデンのフレンドスクールで教育を受けた。父の資産では大学に行くことができなかったため、16歳でブライトンの本屋に奉公に行った。
1889年にサセックス・デイリー・ニュースの職員になった。The 翌年には匿名で第1詩集Sparks from a Flint を出版した。 叔父からの資金援助を受け、ロンドンに移り大学の授業を受けた。その後、ロンドンの夕刊紙であるザ・グローブの職員となった。 そこでの仕事は彼に大量の空き時間をもたらし、大英博物館図書館で幅広く本を読んだ。1897年にアメリカ陸軍のジェームズ・セオドア・グリフィン大佐の娘であるエリザベス・ガートルードと結婚し、オードリーという1人のこどもを持った。妻も作家であり、いくつかの児童書を共同で執筆している。

### 作家として
ルーカスのクエーカー教徒の生い立ちは、フレンド協会からのクエーカーの詩人でありチャールズ・ラムの友人であるバーナード・バートンの伝記の執筆の仕事の依頼へ導いた。この本の成功は主要な編集者によるさらなる依頼を生み、中でも最終的に7巻となったラムの作品の新版や関連する伝記など1903年から1905年まで出版されたすべてのものが最重要である。伝記作家のキャサリン・チャバックは「これらの仕事は彼を批評家として確立させ、彼の1905年のLife of Charles Lamb は将来性があると考えられている」と書いている。 1904年のラムにかかわる仕事の半ば、パンチの職員となり30年以上にわたりそこに勤務した。ルーカスはパンチの同僚であったA・A・ミルンをイラストレーターのE・H・シェパードに紹介し、2人は2つの詩集と2つのくまのプーさんの本で協力した。

ルーカスは多作だった。マックス・ビアボームによると話す方が書くよりも少なかったらしい。 パンチの同僚であったE・V・ノックスは「ルーカスの出版物には、数多くのアンソロジーと約30点の軽いエッセイのコレクションが含まれていて、ほぼ全ての主題が彼の発想で、Listener's Lure (1905), One Day and Another (1909), Old Lamps for New (1911), Loiterer's Harvest (1913), Cloud and Silver (1916), A Rover I Would Be (1928)の題は十分に軽量、快活、多様性を表している」と言っている。彼は旅行書、パロディーや画家に関する本も書いた。画家に関する本について、「絵画についてはほとんど知りませんが、あまり知らない人のために書きたいと思う」と言っていた。フランス・スウィンナートンはルーカスについてこのように書いている。
ルーカスは変わったことや滑稽なこと、そして人間が大好きだった。人から話を聞いたり、事件や滑稽な場面に出食わすと、彼の精神は即座にウィットとスタイルをそなえた物語に仕立てた。老成した眼で人となりを解釈し、それをおもしろい読み物へ変えることに大真面目に取り組んだ。頭に浮かぶ思いつきはそのまま詩となり、凡人が1時間、呻吟しても出てこないような表現が個人のエピソードや事実にふんだんに盛り込まれた。しかし書き手としての彼の精神は批評家、評論家的であり、野心あふれる小説家が発揮する恐るべき創造力の持続など、とうていあり得なかった。
ルーカスの流暢さは、彼の能力を薄めたと考える人もいる。スウィンナートンはルーカスのエッセイを「私たちの時代で最も快い」と評したが、アグネス・アイリーン・スミスは彼の膨大な成果にもかかわらず、スワニー・レビューにおいて「何の痕跡も残していない。抜きんでて読まれているように、彼は覚えられることなく読まれている。滅多なことでないと引用されず、これまでもこれからも引用されることはないと思われる」 と評している。1910年にルーカスはブリタニカ百科事典第11版のジェーン・オースティンに関する短い記事を執筆した。
第一次世界大戦前、ルーカスはしばらくの間演劇に興味を持っていた。彼の劇 The Visit of the King は1912年にロンドンのパレスシアターで演じられましたが、あまり評判はよくなかった。クリケットには継続的な興味があった。ルーカスはJ・M・バリーが創設したチーム Allahakbarries のメンバーであった。ルパート・ハート=デイヴィスはルーカスのエッセイ「クリケット・オール・ヒズ・ライフ」を収集し出版した。これはジョン・アロットが「クリケットに関するすべての本の中で最高のもの」と言ったものである。サセックスの本道と脇道に関する彼の研究は地元のポストモダンの探求に引き続き影響を与えている。1932年の回想録 Reading, Writing and Remembering は他のあらゆるエッセイよりも長く興味を保持している。

### 晩年
ラムの版を出版した出版社メシューエン・アンド・コーンと長年関係を築いていた。1908年から1924年まで校正を務め、1924年に会長に任命され、かなりの成功を収めた。
セントアンドリュース大学とオックスフォード大学から名誉学位を取得し、1932年に名誉勲位を授与された
。彼は1928年にイギリスの歴史的建造物に関する王立委員会のメンバーに任命され、1933年から死ぬまでクラウン・ランヅ諮問委員会のメンバーであった。
晩年は家庭関係を切り離し、夜はレストランやクラブで過ごし 、ポルノの広い関係を築くなど1人で生活した。アテナエウム、ビーフステーク、バックス、ガリックのメンバーでもあった。最期の病気に苦しんだ時も、友人を病室に入れることを断固として拒絶した。
ロンドンのメリルボーンの老人ホームで70歳で亡くなった。